# Dungeon Lords
Dungeon lords — компьютерная игра в жанре Action-RPG, разработанная компанией Heuristic Park под руководством Д. В. Брэдли, одного из создателей известной ролевой серии Wizardry. Выпуск состоялся 4 мая 2005 года.

## Особенности игры
Игровой процесс в Dungeon Lords во многом ближе к играм жанра Action, нежели к классическим CRPG.
Прохождение основного сюжета игры линейно, хотя и присутствует множество побочных заданий. При этом большую часть игрового времени занимают сражения с многочисленными противниками, которые регулярно появляются в большинстве локаций.

### Боевая система
Персонаж управляется непосредственно игроком. Левой кнопкой мыши игрок наносит атаки, направление которых можно контролировать прямо во время нанесения удара; правой кнопкой мыши игрок может ставить блок, который защищает от большинства атак в игре, при этом эффективность защиты повышается при ношении щита (в отличие от большинства игр его можно носить с любым видом оружия, в том числе и с луком). В целом, боевая система Dungeon Lords во многом схожа с такими играми, как Die by the Sword и Mount & Blade.
Кроме того при развитии умений владения оружием появляются новые комбо, а также возможность сражаться, например, двумя мечами.

### Магия
Все персонажи игры вне зависимости от расы и профессии могут пользоваться магией. Заклинаний в игре много, при этом большинство из них отличается друг от друга не только силой, но и множеством различных параметров. Среди заклинаний встречаются такие нетипичные для жанра, как левитация, замедление времени, сметающий ветер. По словам Дэвида Брэдли:
 It's not like you have a level one fireball and a level two fireball. Every spell is different and every school is different.
Каждое из заклинаний принадлежит определенной школе магии. Всего их четыре и каждая из них специализируется на заклинаниях определенного типа. Кроме того, каждой из школ магии соответствует определенный навык персонажа. Чем выше уровень этого навыка, тем более эффективные заклинания данного типа сможет сотворить персонаж. При этом, если уровень магического навыка персонажа будет ниже, чем требуется для данного заклинания, эффект заклинания будет значительно слабее.
Магия Аркан — это боевая магия и большинство её заклинаний атакующие. Заклинания этой школы магии хранятся в книгах и свитках. Свитки можно использовать только один раз, большинство же книг восстанавливают свой магический заряд.
Небесная магия — это магия, оказывающая в основном целительное и иное благотворное действие. Среди её заклинаний есть, например неуязвимость, исцеление, замедление времени, левитация и т.п. Для сотворения заклинаний этой школы требуются небесные кристаллы.
Рунная магия — это сбалансированный тип магии, в нем есть как атакующие, так и защитные заклинания. Рунная магия основана на использовании рунных камней, содержащих в себе магический заряд. Для сотворения рунного заклинания необходимо как минимум два рунных камня, при этом расходуется заряд обоих камней.
Заряд заклинаний всех перечисленных выше школ магии восстанавливается со временем и увеличивается при нахождение заклинаний того же типа.
Низшая магия — это чёрная магия. Основное её направление - это вызов существ и разнообразное ослабление противника. Заклинания этой школы магии в отличие от остальных не перезаряжаются, но найдя такой свиток можно узнать рецепт его изготовления. Для изготовления свитков необходимо смешивать ингредиенты - низшие катаалы - в соответствующих комбинациях. Низшие катаалы можно покупать, находить у поверженных существ, а также в сундуках и ящиках.

### Ролевая система
Как и в большинстве компьютерных ролевых игр игрок накапливает опыт в процессе прохождения путём победы над противниками и выполнения разнообразных заданий. Опыт расходуется на развитие различных умений и навыков. Также при накоплении определенного числа опыта игрок переходит на новый уровень, но кроме получения дополнительного опыта ни на что более это не влияет.
В отличие от большинства RPG, распределение очков опыта возможно не только по получении нового уровня, но и непосредственно в процессе игры. Это придает системе прокачки персонажа высокую степень вариабельности и гибкости, однако компенсируется очень высоким количеством необходимых очков опыта уже в середине игры.
Примечательной особенностью ролевой системы является то, что в игре нет жесткого деления на классы, начав игру воином, можно впоследствии изучить профессию мага или вора. При этом профессий в игре огромное множество, их изучение необходимо для открытия новых навыков.

### Мультиплеер
В игре есть возможность кооперативного прохождения до 4 игроков (до 8 игроков по LAN). Других сетевых режимов в игре нет, хотя и есть возможность сражаться друг с другом при кооперативном прохождении.
Поскольку игровой мир не бесшовный, то для перемещения через локации необходимо, чтобы все игроки были возле соответствующего места для перехода (ворота, дверь и т. п.), при этом активировать переход может только игрок, являющийся сервером.

## Сюжет
История начинается с того, что волшебник Галдрин из Мидоуза был убит в результате смертельного заговора в Магическом Кругу. Его главный союзник — лорд Давенмор — остался без надёжной поддержки в деле отражения атаки полчищ тёмных сил армии лорда Бэрроугрима на своё королевство.
Понимая отчаянность своего положения он пообещал руку своей дочери лорду Бэрроугриму с просьбой остановить вторжение, но её сердце уже принадлежало другому. Потому узнав о предложении отца, дочь бежит из замка. Подозревая обман, лорд Бэрроугрим шлёт свои войска на королевство и желает уничтожить лорда Давенмора. Именно в этот момент и начинается путешествие главного(ых) героя(ев) по игровому миру.

## Отзывы критиков
| Сводный рейтинг       | Сводный рейтинг |
| Агрегатор             | Оценка          |
| --------------------- | --------------- |
| GameRankings          | 48,51 %         |
| Metacritic            | 45/100          |
| Иноязычные издания    |                 |
| Издание               | Оценка          |
| GameSpot              | 6,8/10          |
| IGN                   | 4,5/10          |
| Русскоязычные издания |                 |
| Издание               | Оценка          |
| Absolute Games        | 47/100          |
| GameGuru.ru           | 47 %            |

Большинство игровых изданий оценило игру критически, среди основных недостатков отмечалось огромное количество игровых и технических ошибок, устаревшая графика и слабо детализированный мир. Однако до выхода обновления 1.3, которое добавило в игру миникарту, хардкорные игроки очень высоко ценили возможность проследовать в нужное место по указаниям различных NPC. Поэтому сходить с дороги в некоторых местах было чревато долгими блужданиями по лесу.

## Dungeon Lords MMXII
Ремейк, вышедший 22 сентября 2012